# Tutuila
Tutuila (alte Namen Tienhoven, Maouna) ist eine vulkanische Insel und mit 135 Quadratkilometern die größte Insel auf dem Gebiet von Amerikanisch-Samoa. Auf ihr liegt der Hauptort, Pago Pago.
2010 lebten 54.400 Menschen auf Tutuila. Haupterwerbsquellen sind die Kopra- und die Fischindustrie sowie Handwerksprodukte. Höchste Erhebung der Insel und ganz Amerikanisch-Samoas ist der 653 m hohe Matafao. Östlich von Tutuila schließt sich das Eiland Aunuʻu an.
Die Insel wurde 1722 vom Niederländer Jakob Roggeveen für Europa entdeckt. Er gab ihr den Namen „Tienhoven“ nach seinem Begleitschiff Tienhoven. 1787 erreichte die französische Expedition unter Jean-François de La Pérouse die Insel. Bei einem Zusammenstoß mit den Einheimischen wurden am 12. Dezember 1787 Kapitän de Langle und der Arzt de Lamanon getötet, darüber hinaus noch neun Matrosen.
Am 29. September 2009 ereignete sich rund 200 Kilometer südlich ein Seebeben der Stärke 8,0 auf der Richterskala, das einen Tsunami auslöste. Große Teile der Südküste wurden überschwemmt, etwa 30 Personen starben und schwere Sachschäden wurden angerichtet. Das Tsunamiwarnsystem im Südpazifik hatte eine Warnung über SMS herausgegeben, die Flutwelle war jedoch schon nach 15–20 Minuten aufgelaufen, so dass viele Menschen sich nicht mehr in Sicherheit bringen konnten.